# Stade de la Meinau
Stade de la Meinau er et fodboldstadion i Strasbourg, Frankrig, der bruges som hjemmebane af det lokale fodboldhold RC Strasbourg.